# نعناع دغلي أنيق
نعناع دغلي أنيق (الاسم العلمي: Hyptis elegans) هو نوع من النباتات يتبع جنس النعناع الدغلي من الفصيلة الشفوية.